# مستحرة مكورة باسيفيكية
مستحرة مكورة باسيفيكية (الاسم العلمي:Thermococcus pacificus) هي نوع من العتائق تتبع جنس المستحرة المكورة من فصيلة المستحرات المكورة.